# Hans Hinrich Sambraus
Hans Hinrich Sambraus (* 31. August 1935 in Bargteheide in Holstein) ist ein deutscher Tierarzt und Zoologe, der vor allem als Nutztierspezialist international bekannt wurde. Er war Professor für Tierhaltung und Verhaltenskunde an der Technischen Universität München in Freising-Weihenstephan und ist ein Vorreiter der artgerechten Nutztierhaltung.

## Leben
Hans Hinrich Sambraus ist Sohn des Eisenwarenhändlers Otto Sambraus und dessen Ehefrau Margarethe Sambraus und wuchs in Bargteheide auf. Er legte sein Abitur 1957 an der Stormarnschule in Ahrensburg ab und studierte von 1957 bis 1965 Tiermedizin und Zoologie sowie Anthropologie an den Universitäten in München, Berlin und Bern (Approbation 1963). Im Jahr 1965 wurde er in München zum Dr. med. vet. promoviert und im Jahr 1968 (bei Konrad Lorenz) zum Dr. rer. nat. (ebenfalls in München). Im Jahr 1971 habilitierte er sich auf dem Gebiet der Verhaltenskunde (Ethologie). Die Ernennung zum Fachtierarzt für Verhaltenskunde erfolgte 1973. Von 1981 bis 2000 war er Professor für Tierhaltung und Verhaltenskunde an der Technischen Universität München in Freising-Weihenstephan. Sambraus war von 1983 bis 1984 1. Vorsitzender der Society  for  Veterinary  Ethology. 
In seinen Forschungen befasste er sich vor allem mit artgerechter Tierhaltung und Tierschutz und trug wesentlich dazu bei, dass diese Themen in der wissenschaftlichen Forschung und in der Praxis anerkannt wurden. Im Jahr 1981 gründete er die Gesellschaft zur Erhaltung alter und gefährdeter Haustierrassen. Aus seiner Arbeit entstanden mehrere international bekannte Werke über Nutztierrassen. Lange Zeit war er Vorsitzender der Tierschutzkommission des Bundeslandwirtschaftsministeriums und setzte sich stets für Veränderungen in der Massentierhaltung ein. Sambraus war auch im Herausgeberstab der international renommierten Zeitschrift Applied  Animal  Behaviour  Science.
Hans Hinrich Sambraus heiratete 1969 Dörte Stratmann. Aus der Ehe gingen die Kinder Catherina und Daniel hervor.

## Auszeichnungen und Ehrungen
- 2008: Bundesverdienstkreuz am Bande
- Ehrenmitglied der Gesellschaft zur Erhaltung alter und gefährdeter Haustierrassen[4]
- 2013: Bayerische Verfassungsmedaille[5]

## Veröffentlichungen (Auswahl)
- Das Sexualverhalten der domestizierten einheimischen Wiederkäuer. 1973, ISBN 3-489-75136-1.
- mit Harald Brummer: Nutztierethologie. Das Verhalten landwirtschaftlicher Nutztiere – Eine angewandte Verhaltenskunde für die Praxis. 1978, ISBN 3-489-60236-6.
- Der Nachweis von Leiden bei Tieren. 1981.
- mit Erhart Porzig: Nahrungsaufnahmeverhalten  landwirtschaftlicher  Nutztiere. Deutscher Landwirtschaftsverlag. 1991. ISBN  978-3-3310-0527-2
- mit Engelhard Boehncke: Ökologische Tierhaltung: theoretische und praktische Grundlagen für die biologische Landwirtschaft. 1986, ISBN 3-7880-9726-4.
- Atlas der Nutztierrassen: 250 Rassen in Wort und Bild. 1986, ISBN 978-3-80013219-5.
- Gefährdete Nutztierrassen: ihre Zuchtgeschichte, Nutzung und Bewahrung. 1994, ISBN 3-8001-4099-3.
- mit A. Steiger: Das Buch vom Tierschutz. Enke-Verlag, Stuttgart 1997, ISBN 978-3-43229431-5.
- Farbatlas seltene Nutztiere: 240 gefährdete Rassen aus aller Welt. 2010, ISBN 978-3-80015865-2.
- Exotische Rinder: Wasserbüffel, Bison, Wisent, Zwergzebu, Yak. 2006, ISBN 978-3-80014835-6.